# Накамура, Эми
Эми Накамура (Emi Nakamura; род. 1980) — американский экономист, макроэкономист, специалист в области монетарной и фискальной политики, а также бизнес-циклов. Доктор философии (2007), профессор Калифорнийского университета в Беркли (с 2018), член Американской академии искусств и наук (2019).

## Биография
Выросла в провинции Альберта в Канаде в семье экономистов Элис (дочь члена Эконометрического общества Гая Оркатта) и Масао Накамура.
Окончила Принстонский университет (бакалавр Summa cum laude, 2001). Степени магистра (2004) и доктора философии (2007) получила в Гарварде. Преподавала на кафедре экономики и в бизнес-школе Колумбийского университета — перед тем как в 2018 году поступила на кафедру экономики Калифорнийского университета в Беркли. Являлась приглашённым профессором в Чикагском университете, на кафедре экономики МТИ, в ряде центробанков. Соредактор American Economic Review.
Известна исследованиями макроэкономических вопросов с использованием микроданных — информации о характеристиках отдельных людей, домохозяйств и предприятий.
Имеет совместные публикации с родителями. Замужем за Йоном Стейнссоном, также профессором-экономистом, с которым сотрудничает. У них двое детей. Увлекается бегом и теннисом.

### Награды и отличия
- National Science Foundation CAREER Award[англ.] (2011)
- Стипендия Слоуна (2014)
- 2014 IMF Generation Next: Top 25 Economists under 45
- Исследовательская премия Элейн Беннетт (2014)
- Eccles Research Award in Finance and Economics (2015)
- One of the Decade’s Eight Best Young Economists, The Economist (2018)
- Медаль Джона Бейтса Кларка (2019)[6]